# Zehdenick

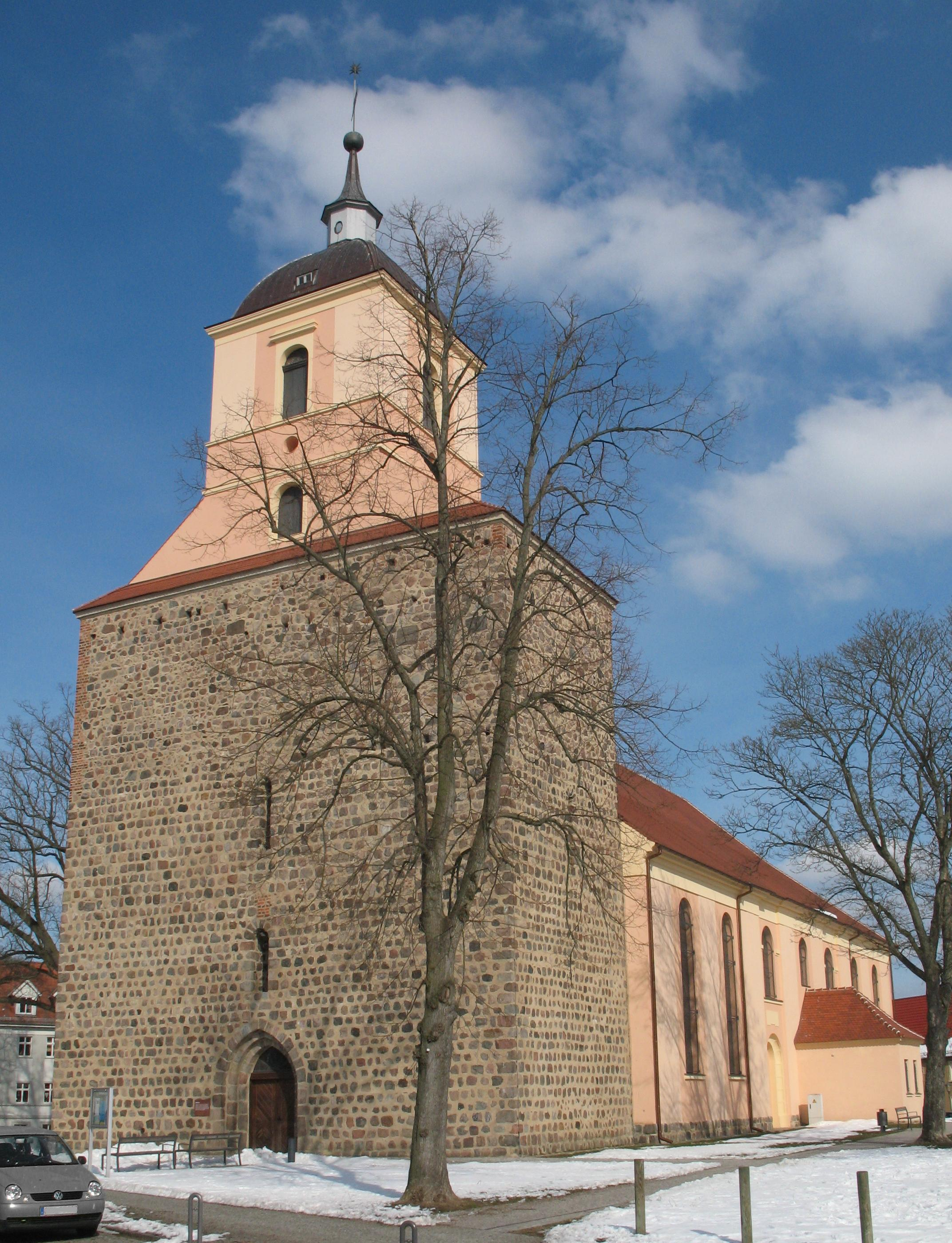
Kerk

Zehdenick is een plaats in de Duitse deelstaat Brandenburg, gelegen in de Landkreis Oberhavel. De stad telt 13.307 inwoners.

## Geografie
Zehdenick heeft een oppervlakte van 96,63 km² en ligt in het oosten van Duitsland.

## Demografie
- Ontwikkeling van de bevolking sinds 1875 binnen de huidige grenzen (blauwe lijn: Bevolking; stippellijn: Vergelijking van de ontwikkeling van de bevolking van de deelstaat Brandenburg, Grijze achtergrond: tijdens de nazi-regering, Rode achtergrond: tijdens de communistische regering)
- Recente ontwikkeling van de bevolking (blauwe lijn) en prognoses

| Jaar | Inwoners |
| ---- | -------- |
| 1875 | 10 598   |
| 1890 | 12 293   |
| 1910 | 17 117   |
| 1925 | 17 337   |
| 1933 | 18 363   |
| 1939 | 20 247   |
| 1946 | 22 257   |
| 1950 | 22 723   |
| 1964 | 19 215   |
| 1971 | 19 248   |

| Jaar | Inwoners |
| ---- | -------- |
| 1981 | 17 469   |
| 1985 | 17 413   |
| 1989 | 17 249   |
| 1990 | 16 980   |
| 1991 | 16 749   |
| 1992 | 16 545   |
| 1993 | 16 321   |
| 1994 | 16 243   |
| 1995 | 16 077   |
| 1996 | 15 981   |

| Jaar | Inwoners |
| ---- | -------- |
| 1997 | 15 752   |
| 1998 | 15 733   |
| 1999 | 15 594   |
| 2000 | 15 443   |
| 2001 | 15 206   |
| 2002 | 14 993   |
| 2003 | 14 903   |
| 2004 | 14 708   |
| 2005 | 14 607   |
| 2006 | 14 478   |

| Jaar | Inwoners |
| ---- | -------- |
| 2007 | 14 292   |
| 2008 | 14 090   |
| 2009 | 14 033   |
| 2010 | 13 830   |
| 2011 | 13 511   |
| 2012 | 13 471   |
| 2013 | 13 345   |
| 2014 | 13 325   |
| 2015 | 13 409   |
| 2016 | 13 463   |

| Jaar | Inwoners |
| ---- | -------- |
| 2017 | 13 456   |
| 2018 | 13 437   |
| 2019 | 13 387   |
| 2020 | 13 307   |

## Geboren
- Sebastian Mielitz (18 juli 1989), voetballer

## Partnersteden

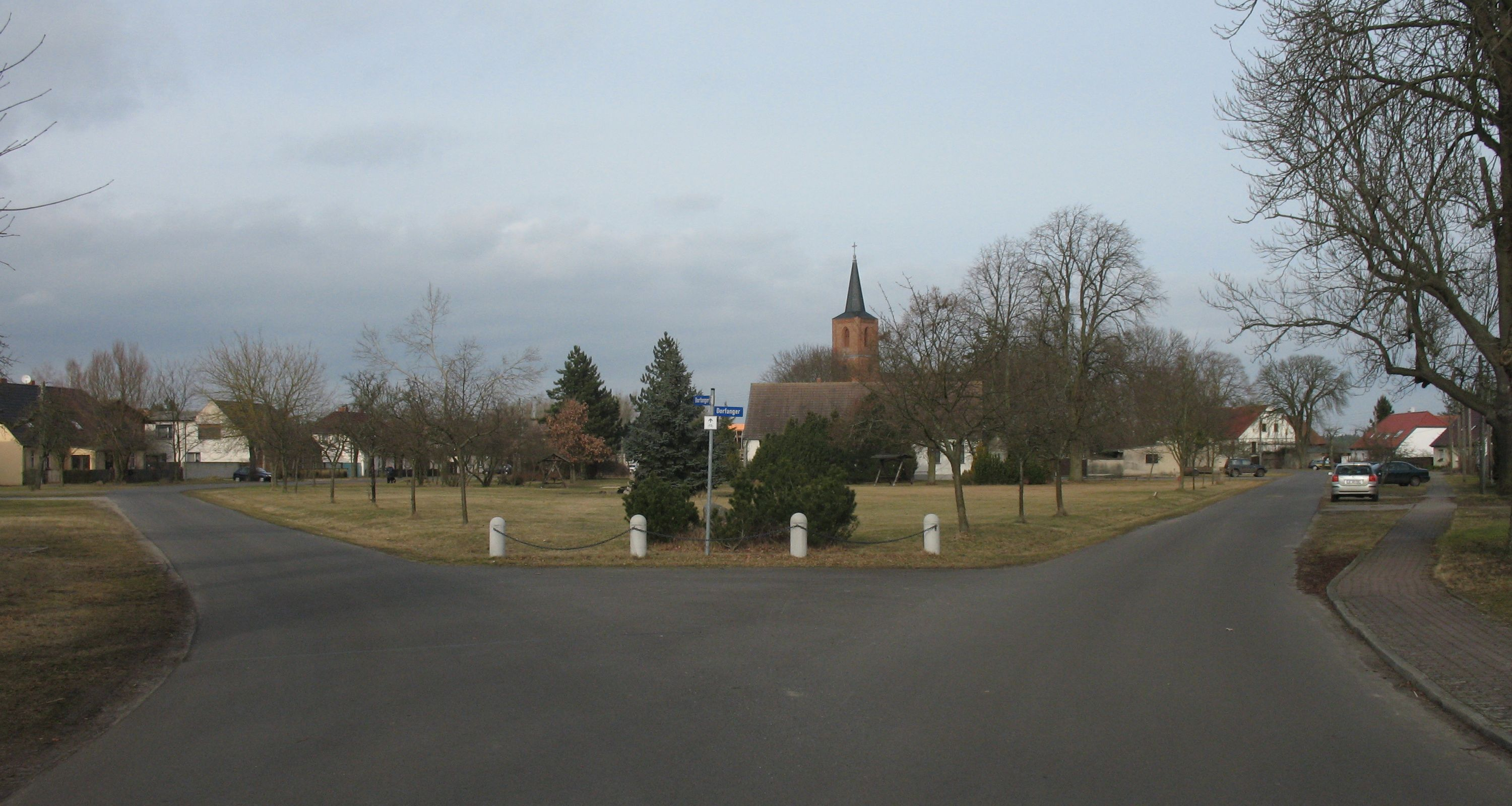
Wesendorf

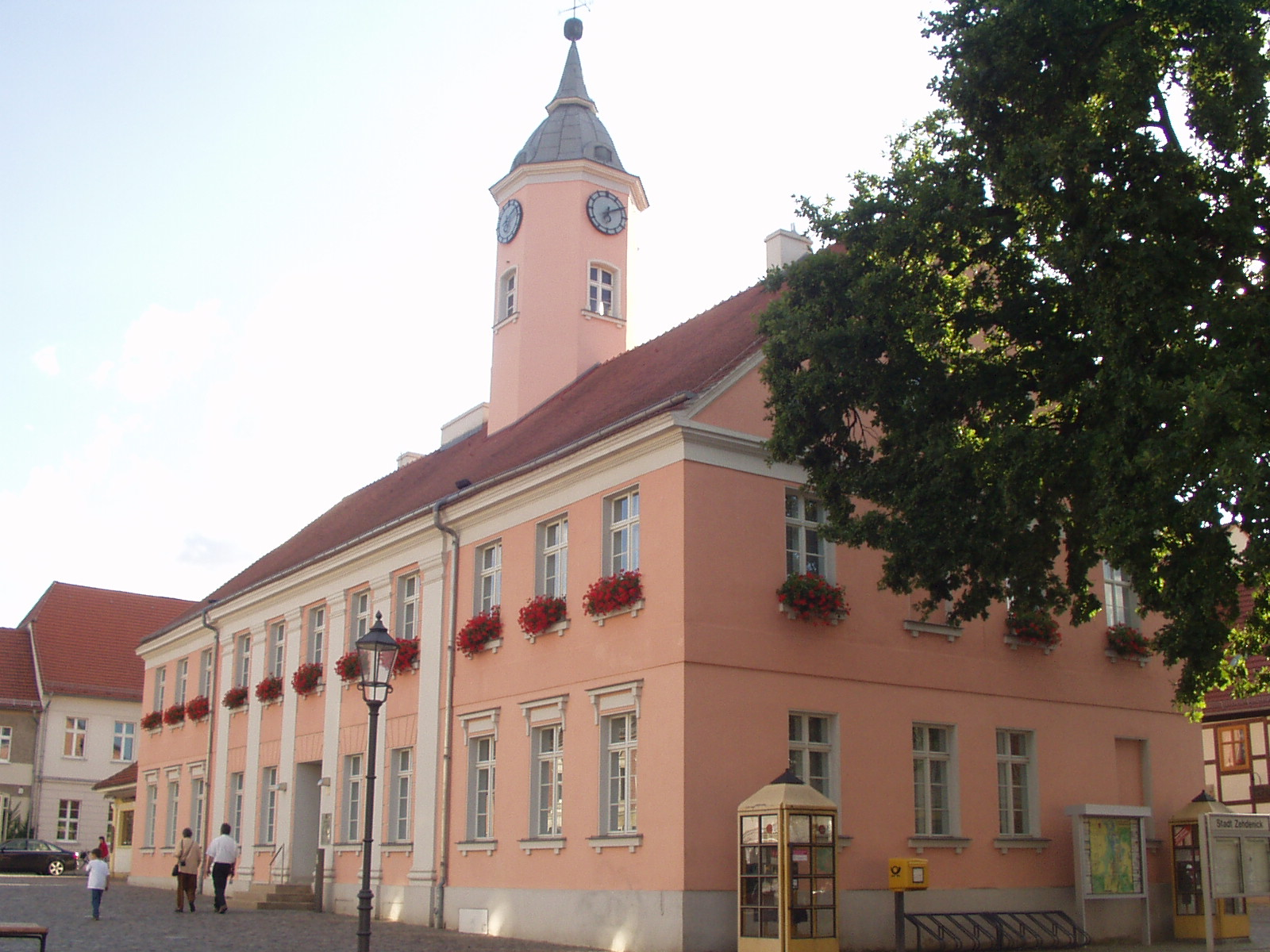
Stadhuis van Zehdenick

- Siemiatycze, in het Poolse woiwodschap Podlachië, gelegen in de powiat Siemiatycki.
- Castrop-Rauxel, in de Duitse deelstaat Noordrijn-Westfalen, gelegen in de Kreis Recklinghausen.

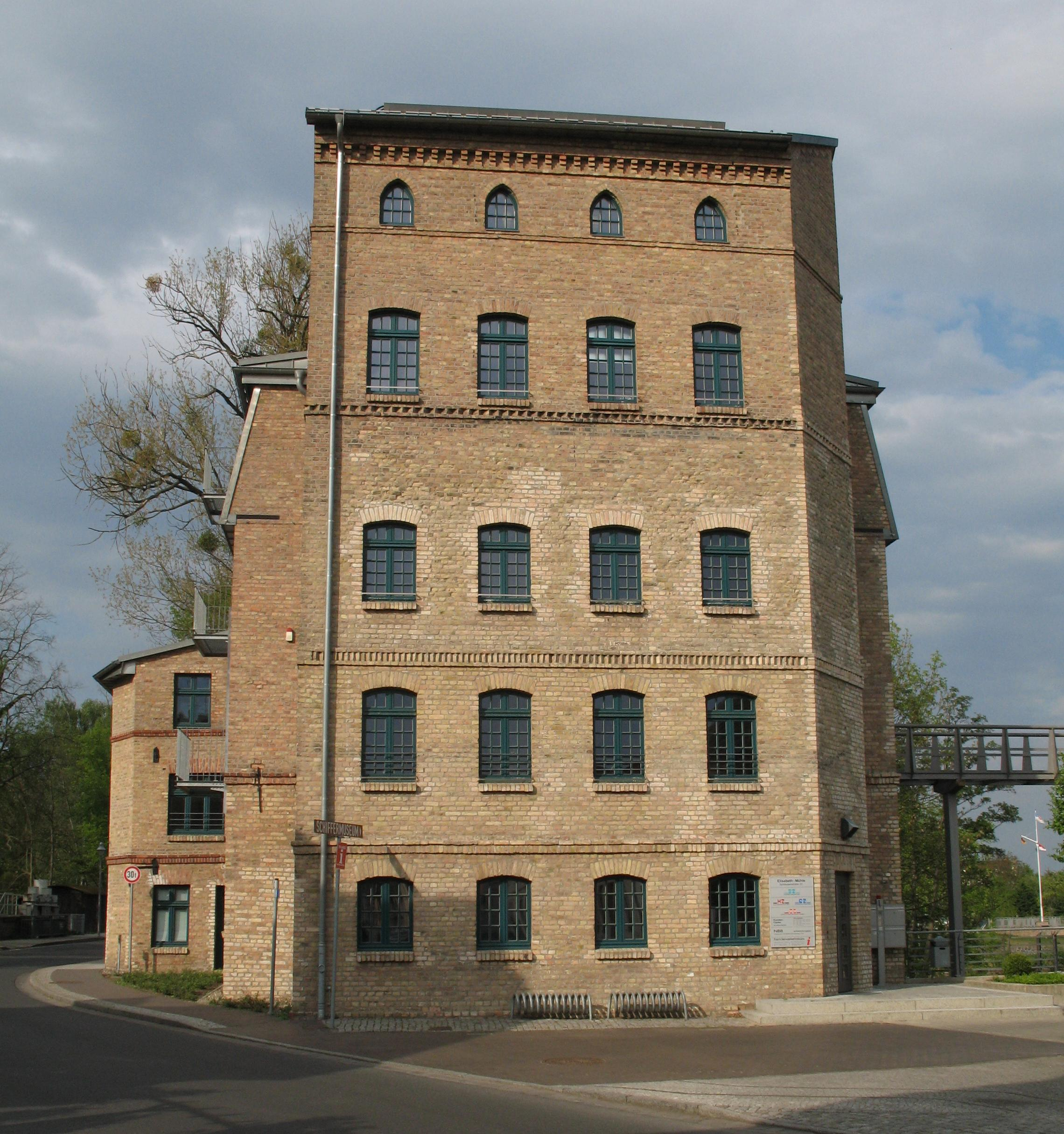
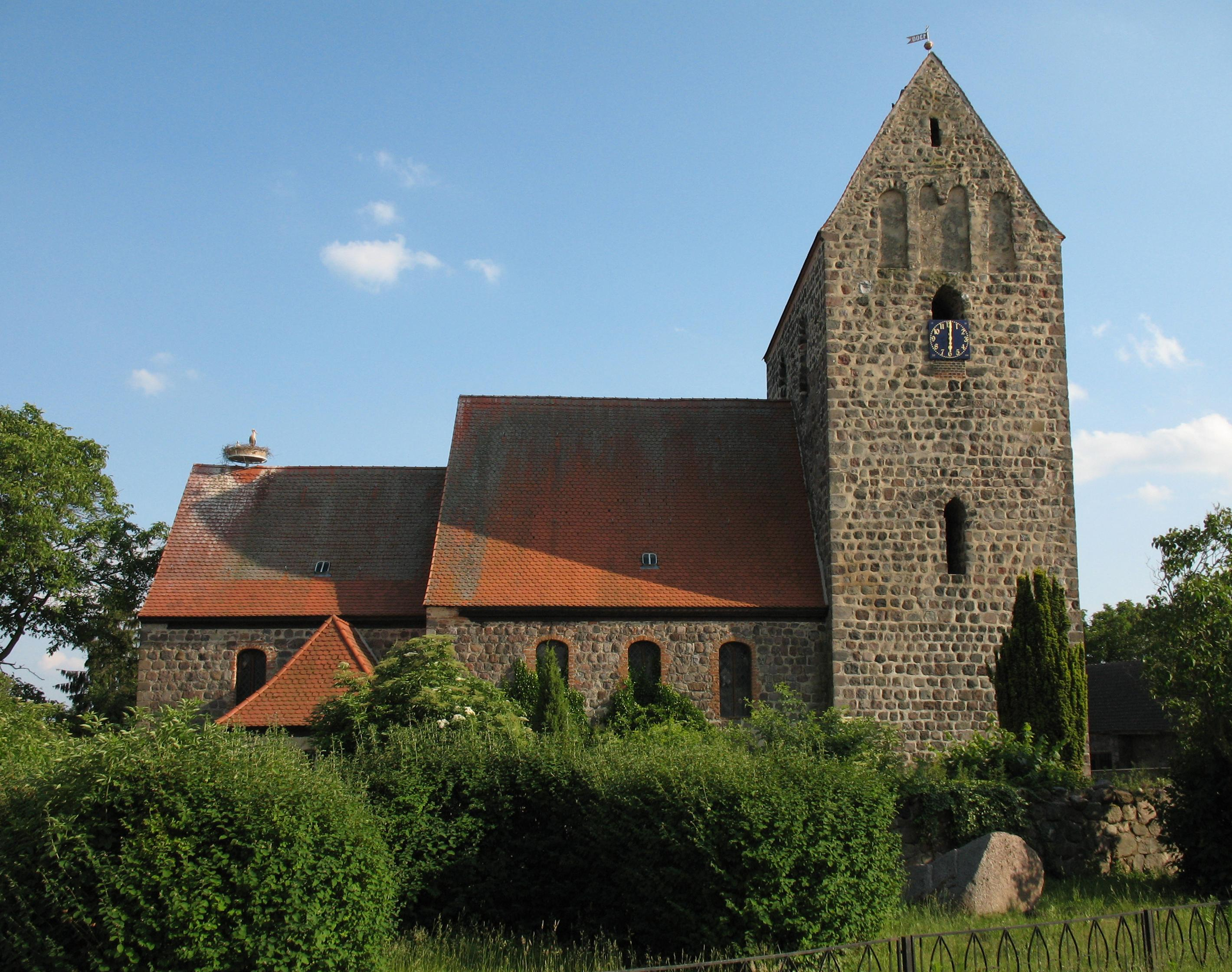
Kerk in Bergsdorf
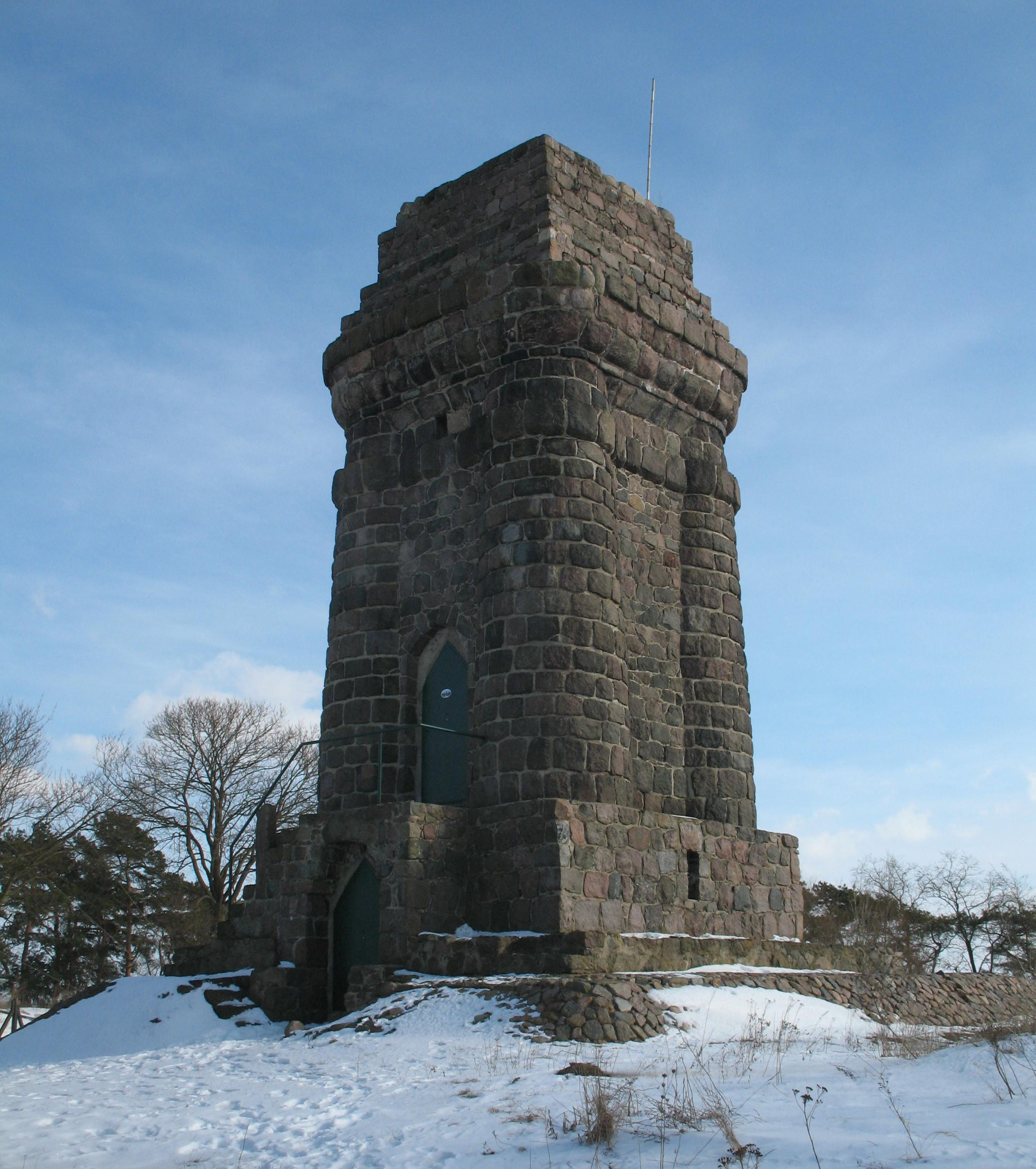
Bismarcktoren in Klein-Mutz
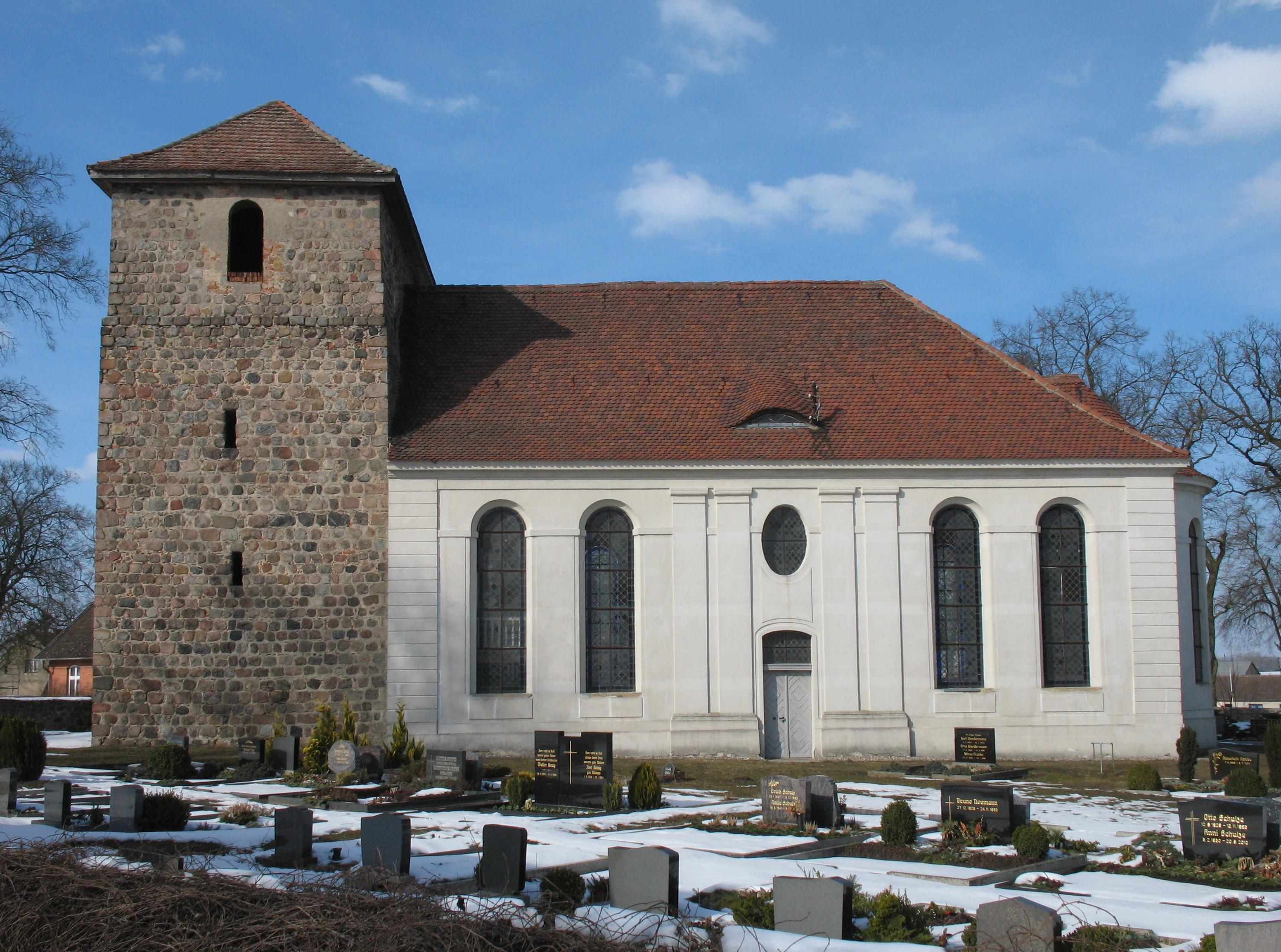
Kerk in Klein-Mutz
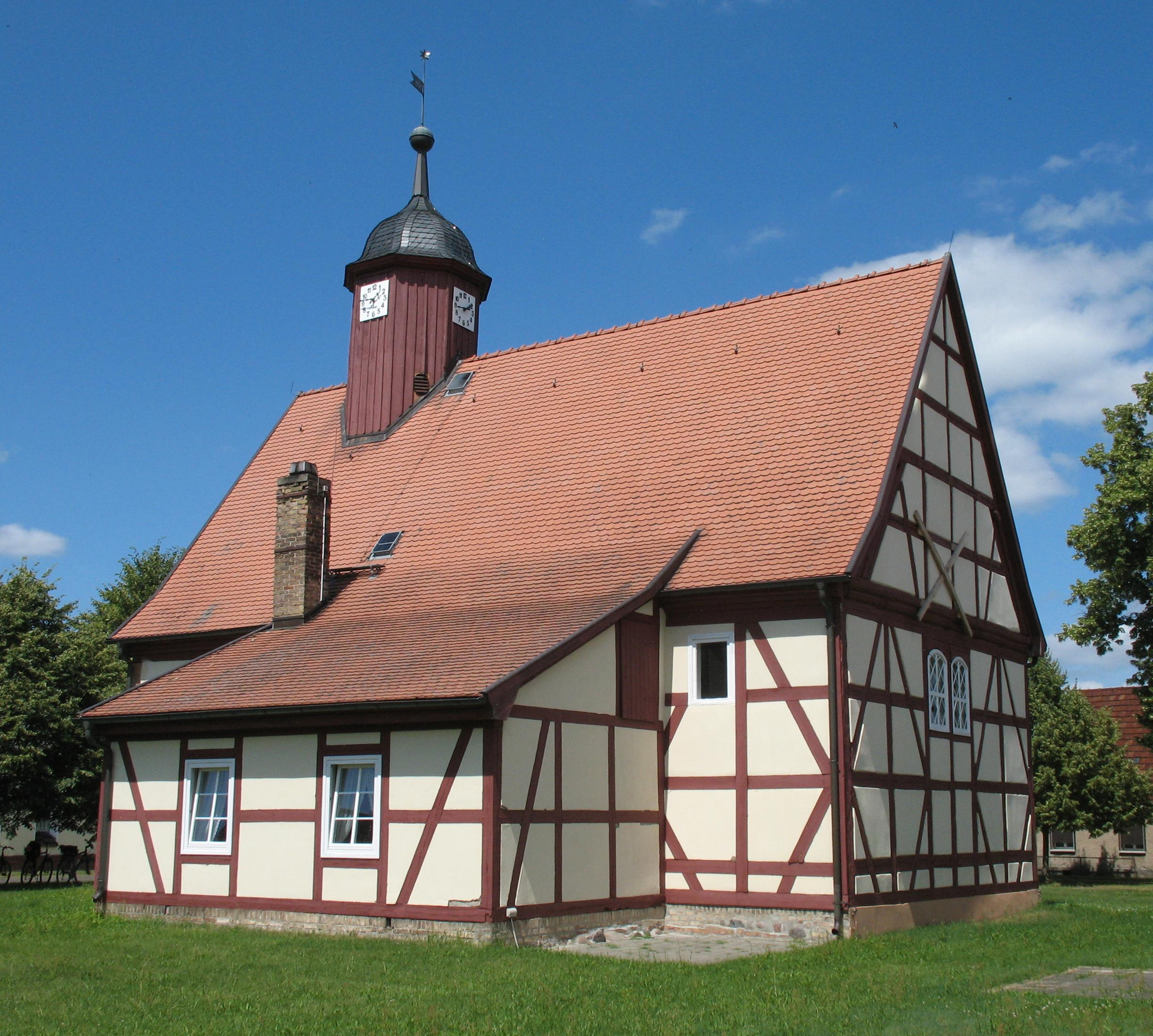
Kerk in Krewelin

Birkenwerder ·
Fürstenberg/Havel ·
Glienicke/Nordbahn ·
Gransee ·
Großwoltersdorf ·
Hennigsdorf ·
Hohen Neuendorf ·
Kremmen ·
Leegebruch ·
Liebenwalde ·
Löwenberger Land ·
Mühlenbecker Land ·
Oberkrämer ·
Oranienburg ·
Schönermark ·
Sonnenberg ·
Stechlin ·
Velten ·
Zehdenick